# Suchitra Krishnamoorthi
Suchitra Krishnamoorthi, nota anche come Suchitra Krishnamurthy (Mumbai, 27 novembre 1974), è un'attrice indiana.

## Biografia
Dopo l'esordio in televisione e nel mondo della pubblicità, ha fatto il suo ingresso a Bollywood nel 1993 in Kabhi Haan Kabhi Naa, accanto a Shah Rukh Khan.

## Vita privata
Nel 1999 ha sposato il regista Shekhar Kapur; nel 2007 hanno divorziato a causa della presunta relazione tra il marito e Preity Zinta, dala stessa sempre smentita.
Nel 2000 Shekhar e Suchitra hanno avuto una figlia, Kaveri.

## Filmografia

### Cinema
- Kilukkampetti, regia di Shaji Kailas (1991)
- Jab Pyar Kiya to Darna Kya, regia di Joy Augustine (1991)
- Kabhi Haan Kabhi Naa, regia di Kundan Shah (1993)
- Jazbaat, regia di Anant Balani (1994)
- Vaade Iraade, regia di Kalpana Bhardwaj e Kewal Singh (1994)
- Vishwa, regia di Shivamani (1999)
- My Wife's Murder, regia di Jijy Philip (2005)
- Ram Gopal Varma Ki Aag, regia di Ram Gopal Varma (2007)
- Karma, Confessions and Holi, regia di Manish Gupta (2009)
- Rann, regia di Ram Gopal Varma (2010)
- Mittal v/s Mittal, regia di Karan Razdan (2010)
- Romeo Akbar Walter, regia di Robbie Grewal (2019)
- Odd Couple, regia di 	Prashant Johari (2022)